# Успенский Свято-Георгиевский монастырь
Успенский Свято-Георгиевский монастырь «Святые Кустики» — мужской монастырь Уфимской епархии Русской православной церкви в селе Усе-Степановке Благовещенского района Башкортостана, основанный на месте Георгиевского женского монастыря «Святые Кустики», правопреемник Уфимского Успенского мужского монастыря.

## История

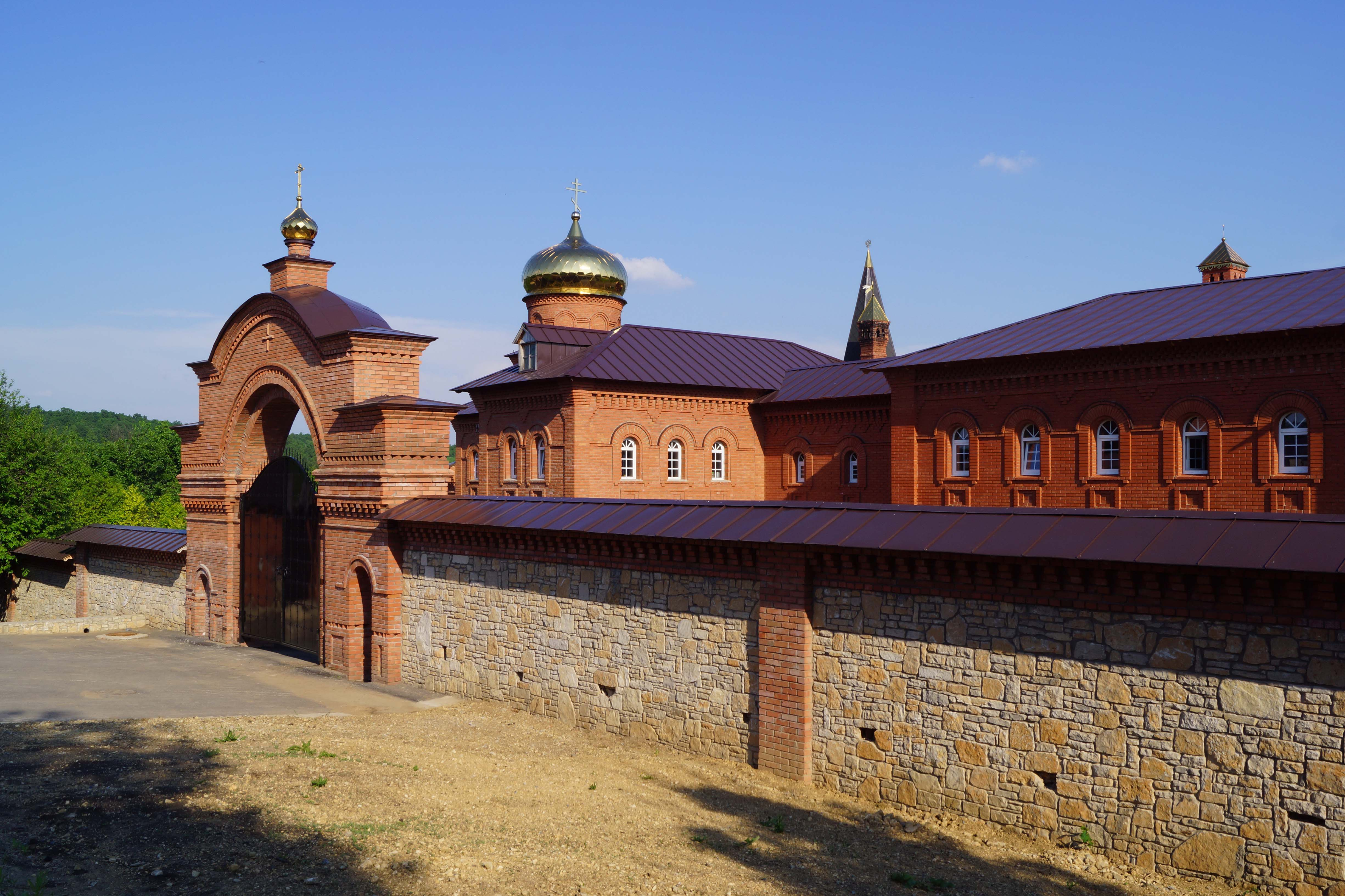
Вид монастыря с юга

Богослужения на месте разрушенного Георгиевского женского монастыря возобновились в 1994 году отцом Варлаамом.
В 1997 году, возрождённый в третий раз, Успенский мужской монастырь разместился в комплексе зданий Богородской церкви в Уфе.
В 1997 году по благословению епископа Уфимского Никона началось сооружение келий и новой церкви в честь святого благоверного князя Георгия Владимирского на территории уничтоженного Георгиевского женского монастыря, существовавшего в 1901–1928 годах в селе Усе-Степановке. В 1998 году там же организовано Георгиевское подворье «Святые Кустики» Успенского мужского монастыря города Уфы.
В 2002 году Постановлением Священного синода Русской православной церкви № 6957 от 26 декабря 2002 года Уфимский Успенский мужской монастырь упразднён, на месте его бывшего подворья учреждён Успенский Свято-Георгиевский мужской монастырь «Святые Кустики». В 2001–2002 годах расчищены и подготовлены фундаменты уничтоженных малой Вознесенской церкви и большого Успенского собора, в 2003 году началось их восстановление.
Ныне построены собор в честь Успения Пресвятой Богородицы, трапезный храм, на месте Святых Кустиков — кирпичная восьмигранная часовня во имя Иверской иконы Божией Матери, братский корпус и архондарик.

## Святыни
- Ковчег с мощами Благоверного князя Георгия Владимирского
- Ковчег с мощами 50 святых угодников Божьих
- Часовня Иверской Иконы Божией Матери на месте чудного её явления

## Духовенство
- Учредитель и первый благотворитель монастыря — Г. А. Поспелов.
- Основательница и первая настоятельница (1901—1911) — Серафима (Князева).
- Священноархимандрит — митрополит Уфимский и Стерлитамакский Никон (Васюков)[6]